# N640 (België)
De N640 is een gewestweg in de Belgische provincie Luik. De weg verbindt de N672 in Verviers met de N62 bij Francorchamps. Meer zuidelijk fungeert een ander deel van de N640 als toegangsweg tot het racecircuit Spa-Francorchamps vanaf de N62 (Stavelot).
De weg die beide delen van de N640 verbond en aldus de verbinding tussen Francorchamps en Stavelot verzekerde (naast de N622) maakt vandaag deel uit van het racecircuit. Dit deel van de N640 was tot het jaar 2000 toegankelijk voor het verkeer wanneer er geen races waren. Sinds 2000 is het terrein afgesloten en kan het doorgaande verkeer geen gebruiken meer maken van de voormalige route over het circuit. Het deel ten zuiden van het circuit is door de afsluiting geen belangrijke weg meer en fungeert enkel als (breed uitgevoerde) toegangsweg naar het circuit en een parking.
De route heeft een lengte van ongeveer 23 kilometer, exclusief het gedeelte over het circuit.

## Plaatsen langs de N640
- Verviers
- Boverie
- Jehanster
- Polleur
- Tiège
- Sart-lez-Spa
- Sart-Station
- Hockai
- Francorchamps
- Stavelot

## N640a
De N640a is een verbindingsweg bij Stavelot. De route verbindt de N68 uit Malmedy met de N640 richting het circuit Spa-Francorchamps. De route heeft een lengte van ongeveer 350 meter.

## N640b
De N640b is een verbindingsweg tussen Jehanster (N640) en de N657. De route heeft een lengte van ongeveer 3,1 kilometer.